# Earthquake (1974)
Earthquake (bra: Terremoto; prt: Terramoto) é um filme catástrofe norte-americano de 1974 dirigido por Mark Robson, coautor do roteiro com Mario Puzo.

## Sinopse
Em Los Angeles, Stuart Graff, um conceituado engenheiro da construção civil, é pressionado pelo ciúme de Remy, sua possessiva esposa. Ele acaba se envolvendo com Denise Marshall , a viúva de um colega de trabalho, enquanto Remy tenta persuadir seu pai, Sam Royce, que é o patrão de Stuart, para fazê-lo usar sua influência e assim conseguir que seu marido deixe de se encontrar com Denise.
Sam dá para o genro uma grande promoção, mas Remy deixa escapar algo e ele percebe que está sendo subornado, sendo que isto só piora a situação. Lew Slade, um policial, é suspenso por não perseguir "dentro das normas" um motorista que atropelou e matou uma garotinha. Jody, gerente de uma mercearia, sonha ardentemente em possuir Rosa Amici sendo que seu desejo chega ao ponto dele perder a sanidade.
Miles Slade, junto com seu amigo Sal Amici, espera a oportunidade de alcançar a fama com sua moto. Um jovem sismologista, usando os ensinamentos de um especialista, prevê um tremor de ampla magnitude, mas ninguém lhe dá a devida atenção.
A vida destas pessoas e de todos os moradores de Los Angeles será tragicamente atingida pelo maior terremoto que a cidade já viu e, apesar de pequenos tremores prenunciarem a catástrofe, a população não pressente a tragédia que está para acontecer. Logo após o terremoto, as histórias começam a se cruzar.

## Elenco principal
- Charlton Heston.... Stewart Graff
- Ava Gardner.... Remy Royce-Graff
- George Kennedy.... sargento Lew Slade
- Lorne Greene.... Sam Royce
- Geneviève Bujold.... Denise Marshall
- Richard Roundtree.... Miles Quade
- Marjoe Gortner.... Jody
- Barry Sullivan.... Dr. Willis Stockle
- Lloyd Nolan.... Dr. James Vance
- Victoria Principal.... Rosa Amici
- Walter Matthau.... bêbado
- Monica Lewis.... Barbara
- Gabriel Dell.... Sal Amici
- Pedro Armendáriz Jr..... oficial Emilio Chavez
- Lloyd Gough.... Bill Cameron
- John Randolph.... prefeito Lewis

## Principais prêmios e indicações
Oscar 1975 (EUA)
- Venceu na categoria de melhor mixagem de som (Ronald Pierce e Melvin M. Metcalfe Sr.)
- Recebeu um prêmio especial pelos efeitos especiais (Frank Brendel, Glen Robinson e Albert Whitlock)
- Indicado nas categorias de melhor direção de arte (Alexander Golitzen, E. Preston Ames e Frank R. McKelvy), melhor fotografia (Philip H. Lathrop) e melhor montagem (Dorothy Spencer).

BAFTA (Reino Unido)
- Indicado na categoria de melhor som (Melvin M. Metcalfe Sr. e Ronald Pierce).

Globo de Ouro 1975 (EUA)
- Indicado na categoria de melhor filme-drama e melhor trilha sonora original (John Williams)